# Bank Holiday (album)
Pour les articles homonymes, voir Bank holiday (homonymie).
Albums de The Lanskies
Lords of the Mersey
(2008) Romeo (EP)
(2011)
Bank Holiday est le premier véritable album du groupe bas-normand The Lanskies. Sorti le 25 mai 2010, il reprend la plupart des chansons de Lords Of The Mersey, leur disque précédent. Cependant, celui-ci n'ayant pas connu une couverture médiatique qui aurait véritablement permis au groupe de se faire connaître, il n'est pas considéré comme leur album fondateur. Le site musical Rock'n'France lui a attribué la note de 16 sur 20 et qualifie les rythmiques de "dansantes", les guitares d' "acérées et (d')envoutantes tout en apportant des mélodies accrocheuses et variées" . Les Inrockuptibles évoquent quant à eux "un grand écart permanent entre noirceur
new-yorkaise et brillance brit-pop" et des "guitares brillamment acides" . Le titre éponyme Bank Holiday a été enregistré plus tard que les autres chansons (en 2008), fin 2009, au studio de la Souleuvre. Il est distribué  par le label Discograph dans le but de faciliter la diffusion nationale de la chanson.

## Liste des titres
Toutes les chansons ont été écrites par le groupe lui-même.
1. Bank Holiday (single) - 3:51
2. However - 3:28
3. Listen to the Thunder - 4:04
4. Eastern Wall - 3:12
5. Dirty Harry - 2:56
6. Soldiers - 3:09
7. Odile - 3:37
8. Jesus - 4:41
9. Happy Campers - 3:39
10. Golddigger - 2:37
11. Tiger Girl - 3:36
12. Star Spangled Mersey - 1:09